# マーク・ワインバーガー
マーク・ワインバーガー（Mark Weinberger、1962年 - ）は、アメリカ合衆国の実業家。現在、アーンスト・アンド・ヤング （EY）の会長兼CEOを務める。

## 経歴
アメリカ合衆国ペンシルバニア州スクラントンに生れ、エモリー大学で学士、ケース・ウェスタン・リザーブ大学より経営学修士とJ.D.課程法務博士、ジョージタウン大学ローセンターよりLL.M.課程法学修士を取得している。

## 職歴
1987年に一般社員としてEYに入社。1990年より、公職に就き、ジョン・C・ダンフォース上院議員の税務顧問、1994年給付金制度および税制改革超党派委員会担当の主席補佐官を歴任。
1996年3月、ワシントン・カウンシル P.C.を共同で設立。同社は2000年5月にアーンスト＆ヤングと合併し、ワインバーガーは同社のアメリカ合衆国における国税部門の取締役に就任した。2000年後期に、クリントン大統領により社会保障制度諮問委員会の委員に任命され、再び公務に復帰。ジョナサン・タリスマンの辞職後、合衆国財務省の財務次官補（税務政策担当）に就任。
2002年4月、この任務を離れ、アメリカ税務担当副会長としてEYに復帰。2013年7月に退任した前会長兼CEOであるジム・ターリーの後任として、現在、ワシントンD.C.を拠点として、EYの会長兼CEOを務める。
ワインバーガーは The Tax Council、American Council for Capital Formation、ブリス・スクール（Bullis School）の役員にも就任している。2012年12月、名誉毀損防止同盟より功績賞を授与されている。

## 私生活
既婚で4人の子供がいる。趣味はスキーとテニス。トラック競技もたしなむ。